# 제이 콜
제이 콜(J. Cole, 본명: Jermaine Lamarr Cole, 1985년 1월 28일 ~ )은 미국의 랩퍼이다. 락 네이션 소속이며, 대표 곡으로 빌보드 핫 100 차트에서 13위의 성적을 거둔 'Work Out'이 있다. 제이 지, 비욘세 놀스, 드레이크, 크리스 브라운, B.o.B, 릴 웨인, 위즈 칼리파 등과 작업한 적이 있다.